# Rundweg Historischer Halberg
Der Rundweg Historischer Halberg ist ein Rund- und Themenweg in Saarbrücken. Auf diesen Weg über den Halberg finden sich historische Stätten aus verschiedenen Epochen.

## Hintergrund
Schon im 1. Jahrhundert siedelten sich Händler und Handwerker am Fuße des Halbergs an. Aus der zweiten Hälfte des 3. Jahrhunderts stammt die Mithrasgrotte am Westhang des Berges.
Einer Legende zufolge soll der Bischof Arnual an der Stelle des Mithräums eine Einsiedelei im siebten Jahrhundert gegründet haben. Spuren weisen jedoch lediglich auf eine Einsiedelei aus dem 15. Jahrhundert hin. Aber auch hierfür wurden bislang keine Belege in Urkunden gefunden.
Um 1610 befand sich am Fuße des Berges die Obere Brebacher Mühle, die zu dem Zeitpunkt von Johannes Daumborn betrieben wurde.
1709–1711 ließ Ludwig Kraft auf dem Halberg das Schloss Monplaisir errichten, das 1793 durch Truppen der französischen Revolution zerstört wurde.
Am Anfang der Industriellen Revolution wurde die Halbergerhütte durch Wilhelm Heinrich erbaut. In dem Zuge wurde auch die Obere Brebacher Mühle umgebaut. Später wurde die Hütte von den Gebrüdern Stumm erworben. Als Herrenhaus ließen Letztere das heutige Schloss Halberg errichten.
Aus der Zeit des Dritten Reiches findet sich hier die einzige, vollständig erhaltene Bunkeranlage des Westwalls in Deutschland. Zu ihr gehört der Regelbau 108, der 1939 am Fuße des Berges gebaut wurde.
Schon 1939 erwarb die damalige Reichsrundfunkgesellschaft ein Gelände auf dem Halberg. Im August 1959 begann der Saarländische Rundfunk dann mit dem Bau des heutigen Funkhaus-Komplexes, der 1961 bezogen wurde. Dies geschah, nachdem der Platz in dem alten Standpunkt, der sogenannten Wartburg in Saarbrücken, nicht mehr ausreichte. Auch das Schloss gehört heutzutage zu der Anlage des Senders.
2017, anlässlich des 60. Jubiläums des Rundfunks, wurde der Wanderweg über den Halberg erneuert und mit 19 Stelen versehen. Eröffnet wurde der erneuerte Wanderweg im Mai desselben Jahres durch den Intendanten des Rundfunks Thomas Kleist und den Direktor des Historischen Museums Saar Simon Matzerath. Einige der Stätten auf dem Wanderweg stehen unter Denkmalschutz. Mit der Mithrasgrotte besitzt dieser Wanderweg auch einen Schnittpunkt zu dem dortigen Jakobsweg.

## Beschreibung
Der Wanderweg startet am Parkplatz Halberg-Plateau und biegt von dort auf einen Waldweg ein. Dieser Weg führt an einem ehemaligen Weinberg vorbei. Der Weinberg wurde im Auftrag von Wilhelm Heinrich durch Friedrich Koellner angelegt. Adolph Knigge kommentierte den hiesigen Weinanbau in einem Brief vom 6. Mai 1792. Er schrieb, dass der Weinberg mehr dazu diene, im Herbst ein Fest zu geben, statt tatsächlich Wein zu produzieren.  Aufgegeben wurde er wegen schlechter Erträge vor 1814.

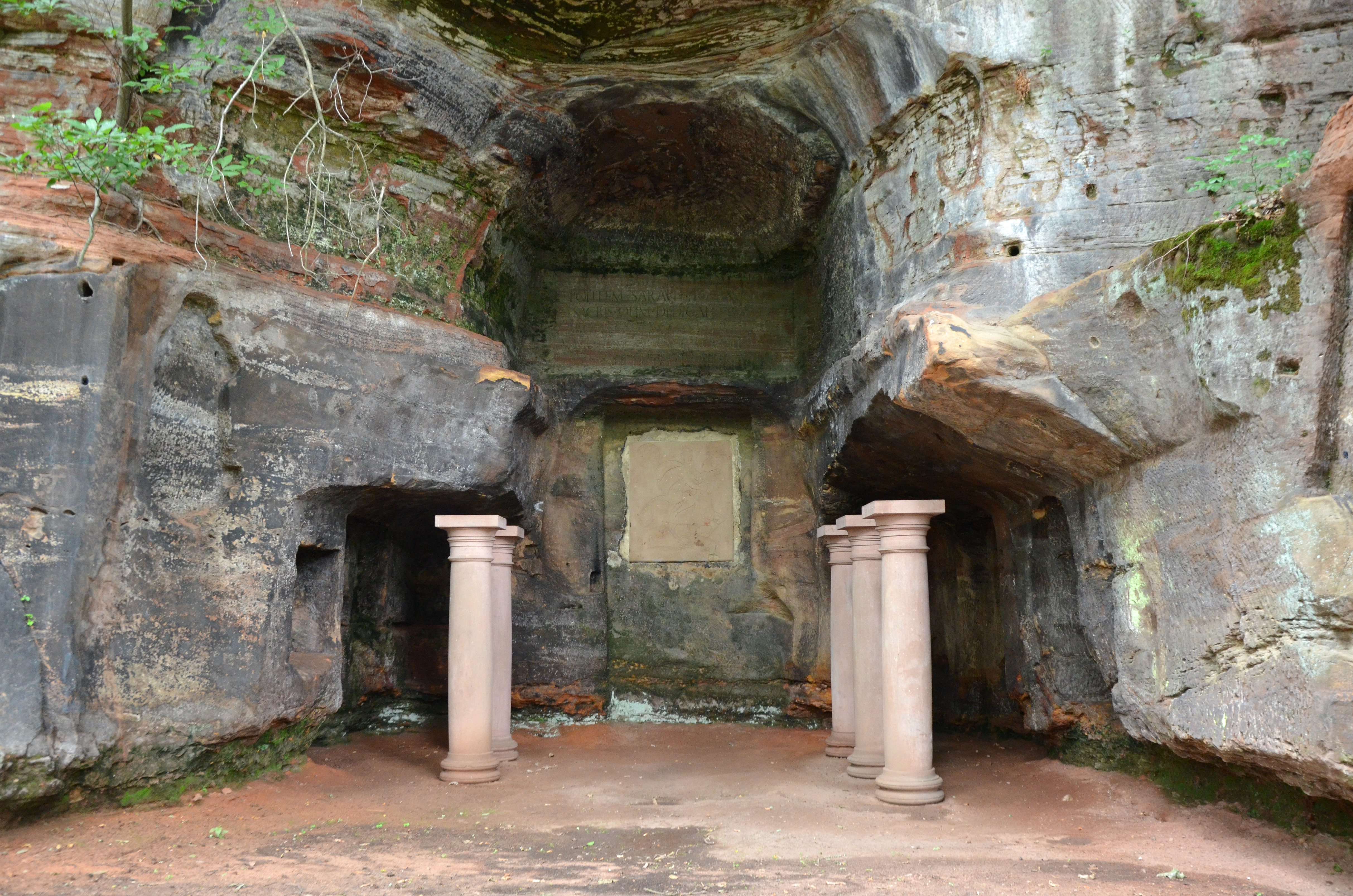
Die Mithrasgrotte am Halberg

Der nächste Wegpunkt ist ein Aussichtspunkt auf das Saartal. In diesem Saartal befinden sich der Saaraltarm und die Reste eines Römerkastells. Auch befand sich eine Römerbrücke in dem Tal. Diese Brücke soll Ende des 12. Jahrhunderts zerstört worden sein.
Anschließend führt der Wanderweg an einem denkmalgeschützten Mithrasheiligtum vorbei, welches in einer natürlichen Höhle des Berges angelegt wurde. Bei einer Erweiterung des Schlosses Monplaisir wurde diese Grotte wiederentdeckt und in die Parkanlage integriert.
Kurz darauf am Wanderweg findet man einen Sandsteinblock mit Gedenkinschrift an den Guten Mottel, nach welchem der Stein auch benannt ist. Der Stein erinnert wahrscheinlich an einen, unterhalb der heutigen Position des Steines, verunglückten 18-Jährigen, namens Model Marx Cahen.

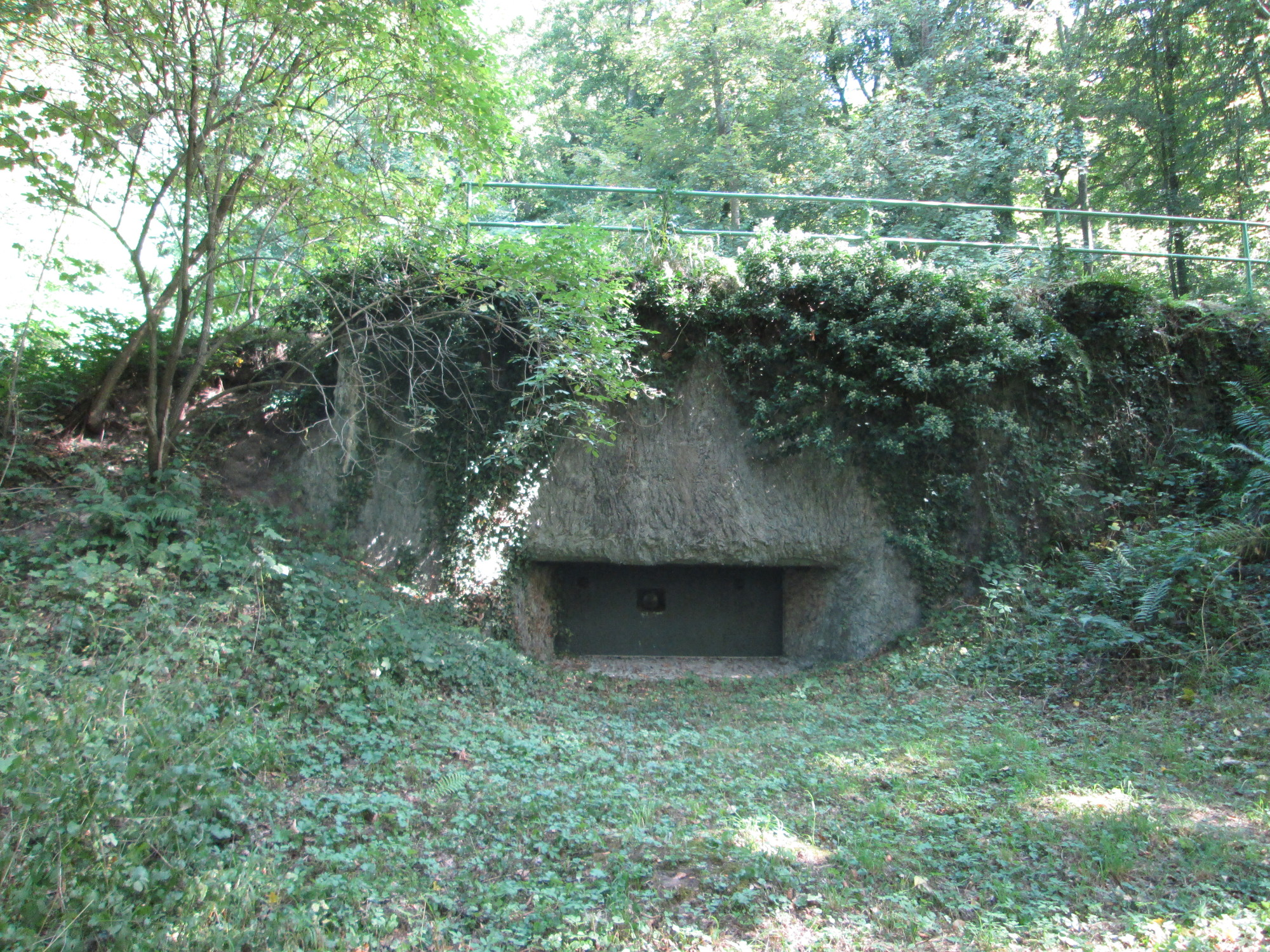
Front des Bunkers WH 316

Am Fuße des Halbergs angekommen, geht der Wanderweg an der Stummstraße vorbei, biegt jedoch noch nicht auf sie ein. Hier befand sich zeitweise der Brebacher Friedhof und auch die Halbergerhütte, wo noch bis in die 90er Jahre Roheisen aus Eisenerz hergestellt wurde. Auch findet sich hier der Regelbau 108 b (auch Bunker WH 316). Er ist eine von 18 Bunkeranlagen entlang des Halbergs. Er wurde durch den Studienkreis Interfest e.V. restauriert und wird heutzutage durch die Fördergruppe Bunker WH 316 e.V. gepflegt.

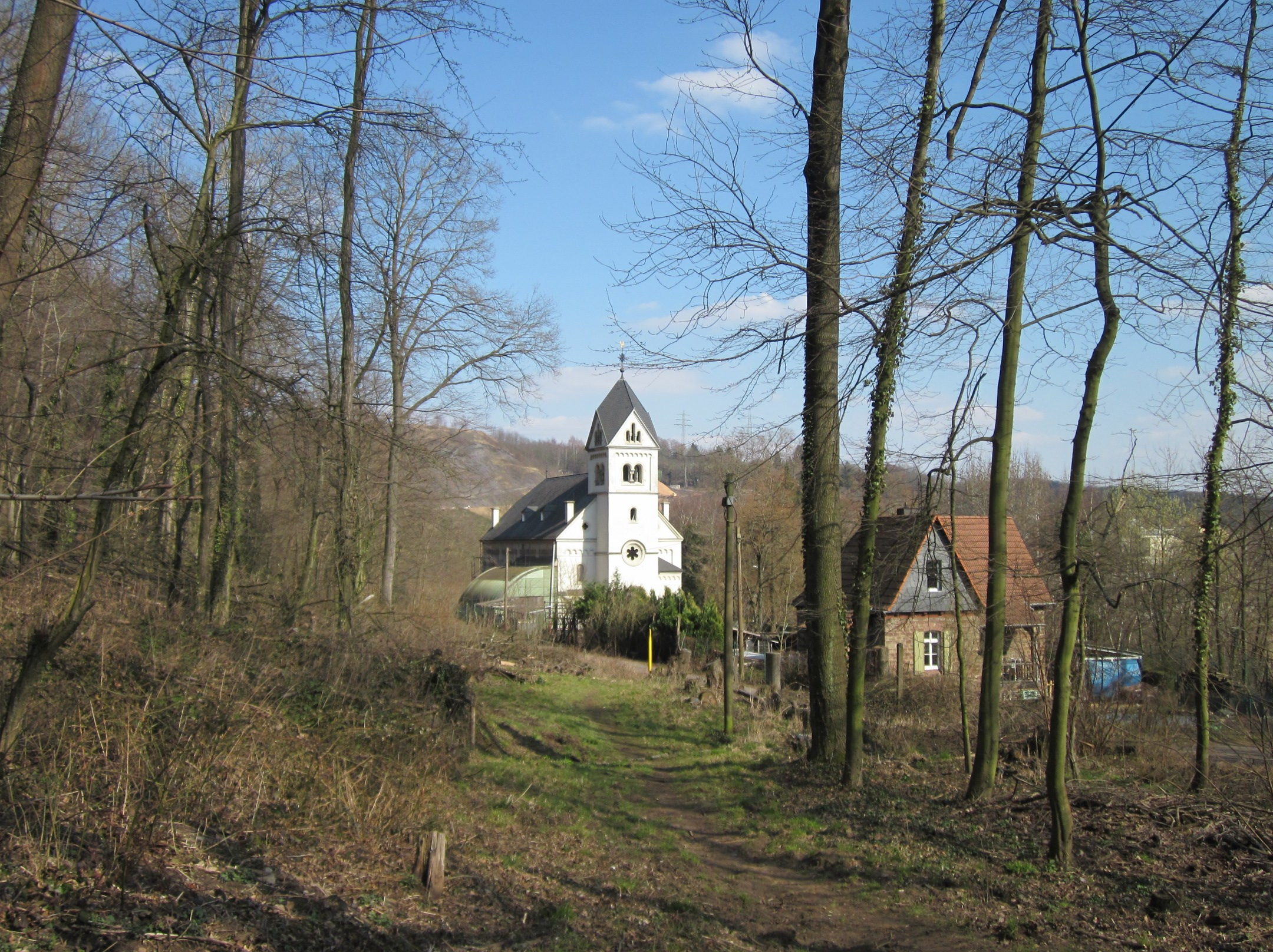
Blick auf die Stumm-Kirche und das Pförtnerhaus

Als Nächstes findet sich der sogenannte Schankenbrunnen an der Wanderroute. Die drei zugehörigen Wasserkaskaden wurden vermutlich von Carl Ferdinand Stumm im 19. Jahrhundert angelegt. Danach kommt man an dem unter Denkmalschutz stehenden Pförtnerhaus der Halbergerhütte und der Stumm-Kirche vorbei, welche ebenfalls von Carl Ferdinand Stumm stammt.
Nach einer kurzen Wegstrecke geht der Wanderweg an der ehemaligen Stelle des Halbergweihers und des Alten Werks vorbei, welche auf gegenüberliegenden Seiten des Tals, unterhalb des Wegs, lagen. Vor dem Alten Werk, welches durch Wilhelm Heinrich gebaut wurde, befand sich hier die Obere Brebacher Mühle. Bei dem Weiher handelte es sich um einen Teil des Rohrbachs, welcher aufgestaut wurde. Er lieferte Wasserkraft für die Hämmer und Blasebälge des Werks. Genutzt wurde der Weiher auch für Freizeitaktivitäten wie Schwimmen und Bootfahren. 1953 wurde er dann trockengelegt. Von dem Alten Werk ist heute nur noch das Schlafhaus übrig, welches 1913 durch Rudolf Böcking erbaut wurde. Hinter dem Werk sind die Brebacher Alpen genannten Schlackenhalden zu sehen.
Wieder den Berg hinauf kommt der Wanderweg an der Hirschwiese vorbei. Die dortige Lichtung war Teil des Tiergartens der hiesigen Fürsten. Die Wiese diente dabei als Äsungsgrund für das gehaltene Damwild. Anschließend diente das Gelände als Naherholungsgebiet und für Volksfeste. Ab 1877 war das Gelände dann nicht mehr öffentlich zugänglich, als dieses in den Besitz von Carl Ferdinand Stumm geriet. Heinrich Siesmayer baute die Parkanlagen zu dieser Zeit weiter aus.
Der nächste Punkt ist der Friedhof der Familie Stumm. Heute sind hier noch sechs Gräber vorhanden. Im Zentrum der Anlage steht ein Obelisk aus rotem Syenit und die meisten Gräber werden durch ein gusseisernes Grabkreuz geziert. Der Friedhof selbst steht unter Denkmalschutz.

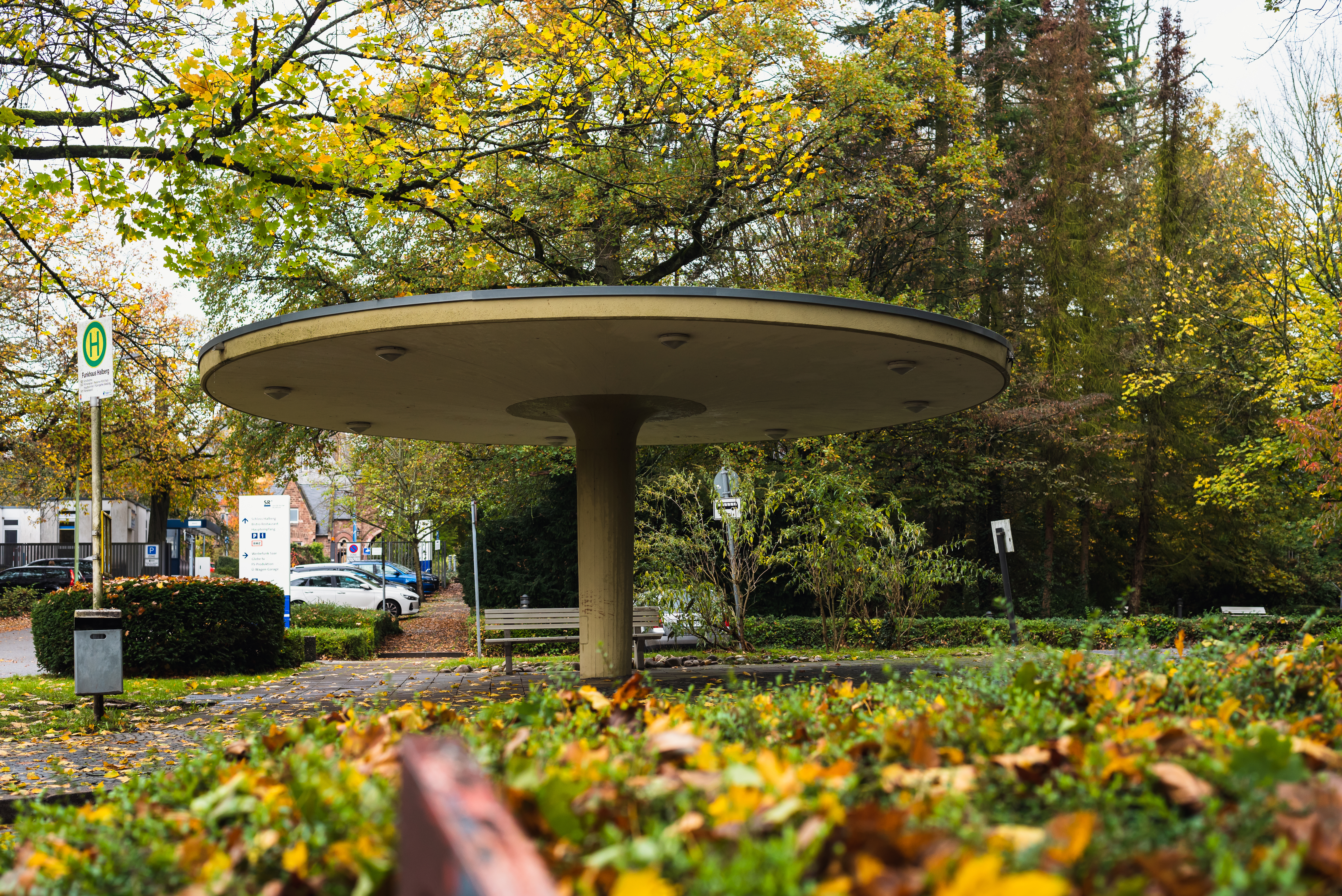
Der Buspilz von der Treppe aus, dahinter zu erahnen das Torhaus

Die Franz-Mai-Straße entlang kommt der Weg an den Resten eines Wasserspiels vorbei. Der zugehörige Storchenweiher wurde während einer Straßenerweiterung in den 70er Jahren zugeschüttet. Nachdem der Weg einer Treppe hinauf folgt, findet man den Buspilz, welcher 1966/67 nach Plänen der Architekten Alt und Kugelmann errichtet wurde. Den Namen erhielt er durch die Angestellten des Senders auf Grund seiner Form.
Wieder die Franz-Mai-Straße entlang führt er an den nach Plänen Edwin Opplers entworfenen Ökonomiegebäuden des Schlosses vorbei. Beide Gebäude sind aus rotem Sandstein gebaut. Es handelt sich um ein ehemaliges Gärtnerhaus und ein ehemaliges Beamtenwohnhaus. Der Zugang zum Schloss Halberg erfolgt über ein Torhaus mit Turm. Das Schloss diente als Herrenhaus für Carl Ferdinand Stumm. 1958/59 wurde es dann vom Saarländischen Rundfunk übernommen. Weitere Gebäude des Rundfunks befinden sich nebenan. Das Schloss zusammen mit den Ökonomiegebäuden und dem Torhaus stehen unter Denkmalschutz.
Am Hang des Halberges findet sich das Grabmal des Fürsten Heinrich. Dies ist auch der ehemalige Standort des Schlosses Monplaisir. Adolph von Knigge erwähnte dieses Schloss in einem Brief. Dabei bezeichnete er das Schloss als klein und artig und betonte mehrfach die Humanität des Fürsten. Es wurde im November 1793 von französischen Revolutionstruppen zerstört. Bei dem Grabmal handelt es sich um einen Obelisken.